# Hoquei Club Sentmenat
L'Hoquei Club Sentmenat és un club d'hoquei sobre patins de la ciutat de Sentmenat, al Vallès Occidental.

## Història
El club va néixer l'any 1960. Va viure la seva època daurada durant les dècades de 1970 i 1980, en la que jugà moltes temporades a la Divisió d'Honor i arribà a disputar dues finals europees, la Copa d'Europa i la Recopa. El 1983 arribà a la final de la Copa d'Europa d'hoquei patins, que va perdre enfront del Barça. És el seu major èxit esportiu. La temporada 1989-90 va perdre la categoria, però el 1991 la tornà a recuperar esdevenint campió de Primera.

## Jugadors destacats
- Manel Chércoles i Fort[5]
- Josep Ramoneda i Verdaguer[5]